# Tęczowy elementarz
Tęczowy elementarz czyli (prawie) wszystko, co chcielibyście wiedzieć o gejach i lesbijkach – książka autorstwa Roberta Biedronia wydana w 2007, poruszająca kwestie związane z LGBT, napisana w konwencji „pytanie – odpowiedź”.
Pytania były zadawane przez różne osoby, zaś autor wybrał te najczęściej powtarzające się i jego zdaniem najciekawsze. Według autora jest to obecnie jedyna tego typu publikacja na rynku polskim. Propozycja Biedronia, aby książkę dopisać do listy lektur uzupełniających w polskich liceach, wywołała burzliwe komentarze polityków.
Książkę podzielono na działy opisujące kolejno zagadnienia związane z codziennością, z jaką zmagają się osoby LGBT: wiedza podstawowa (wyjaśnia pojęcia takie jak coming out), rodzina i przyjaciele, życie codzienne, edukacja, seksualność, uwarunkowania prawne i sytuacja polityczna osób homoseksualnych, historia środowiska homoseksualistów w Polsce.
Tytuł książki odnosi się do tęczowej flagi, która jest symbolem mniejszości seksualnych.
W maju 2009 roku książka została wydana na Ukrainie w nakładzie 2 000 sztuk pod tytułem Веселкова абетка, або (майже) все, що ви хотіли знати про геїв та лесбійок (trb. Wesełkowa abetka, abo (majże) wse, szczo wy chotiły znaty pro hejiw ta lesbijok).